# Triclistus parvulus
Triclistus parvulus är en stekelart som beskrevs av Kusigemati 1980. Triclistus parvulus ingår i släktet Triclistus och familjen brokparasitsteklar. Inga underarter finns listade i Catalogue of Life.